# Dzhambichi
Dzhambichi (del ruso: Джамбичи) o Dzhambechi(del ruso: Джамбечи) es un aúl del raión de Krasnogvardéiskoye en la república de Adiguesia de Rusia. Pertenece al municipio de Bolshesidorovskoye y está situado en la orilla izquierda del Labá, en su confluencia con el Psenafa y 3 km por debajo de la desembocadura en él del río Giagá, a 23 km al este de Krasnogvardéiskoye y 57 km al norte de Maikop, la capital de la república. Tenía 623 habitantes en 2010

## Historia
El aul de Aslambek Bolotokov fue fundado en 1857. En 1868 fue rebautizado como Temirgoyevskoye, al ser asignado a la subetnia adigué temirgoyevsti (cuyos descendientes forman en la actualidad la mayoría de la población), y en 1920 recibió su nombre actual, derivado del nombre propio adigué Dzhambech.

## Geografía
El aul se encuentra a 6 km al norte de Bolshesidorovskoye, en la margen izquierda del río Labá.